# Rue Chrétien-de-Troyes
La rue Chrétien-de-Troyes est une voie située dans le quartier des Quinze-Vingts du 12e arrondissement de Paris, en France.

## Situation et accès
Située à proximité de la gare de Lyon, cette voie longue d'environ 200 mètres présente la particularité d'être en forme de "L. Elle relie l'avenue Daumesnil au nord-est à la rue de Rambouillet au sud-est, après un coude de 90°.

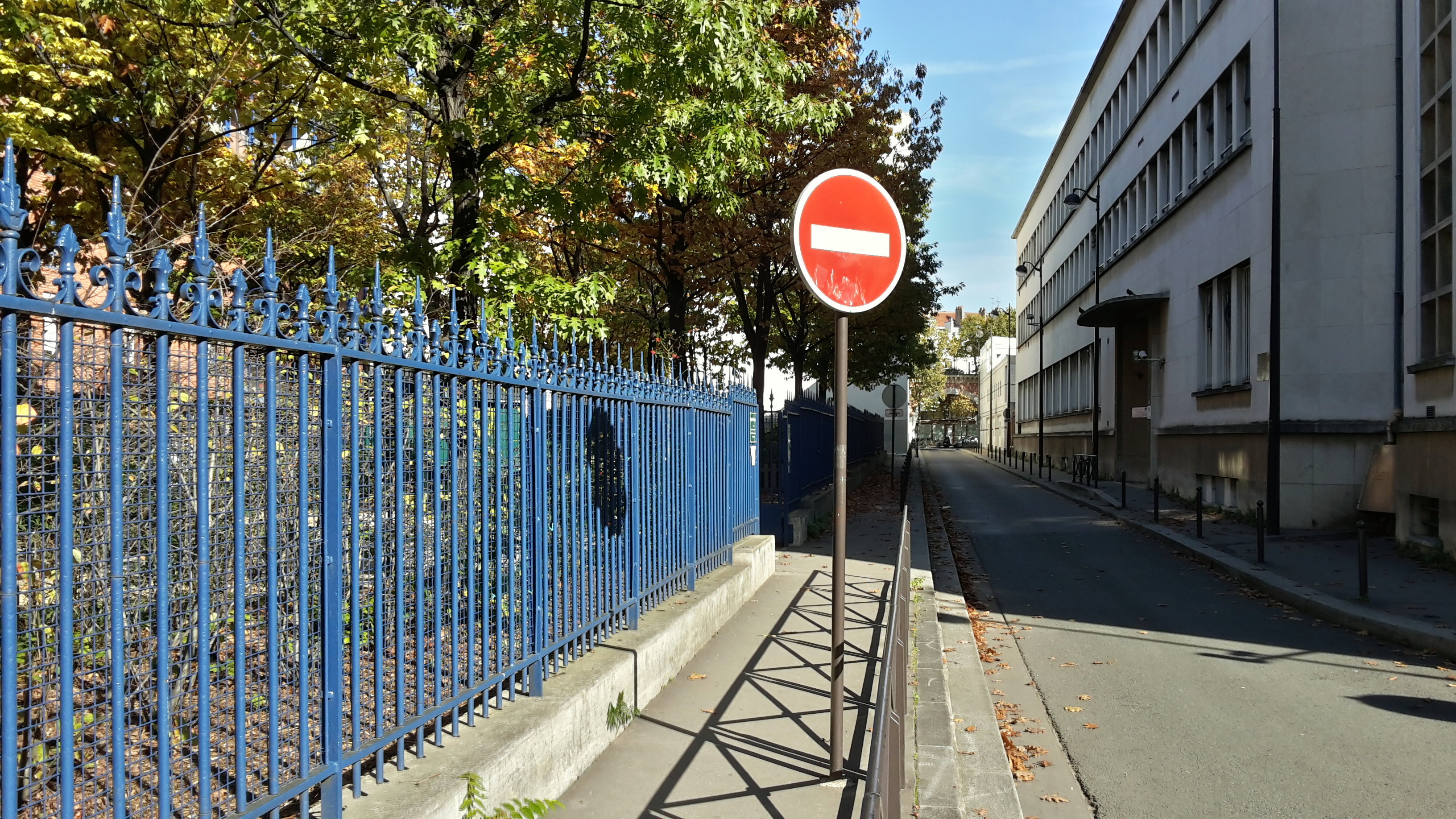
La rue en direction de l'avenue Daumesnil.
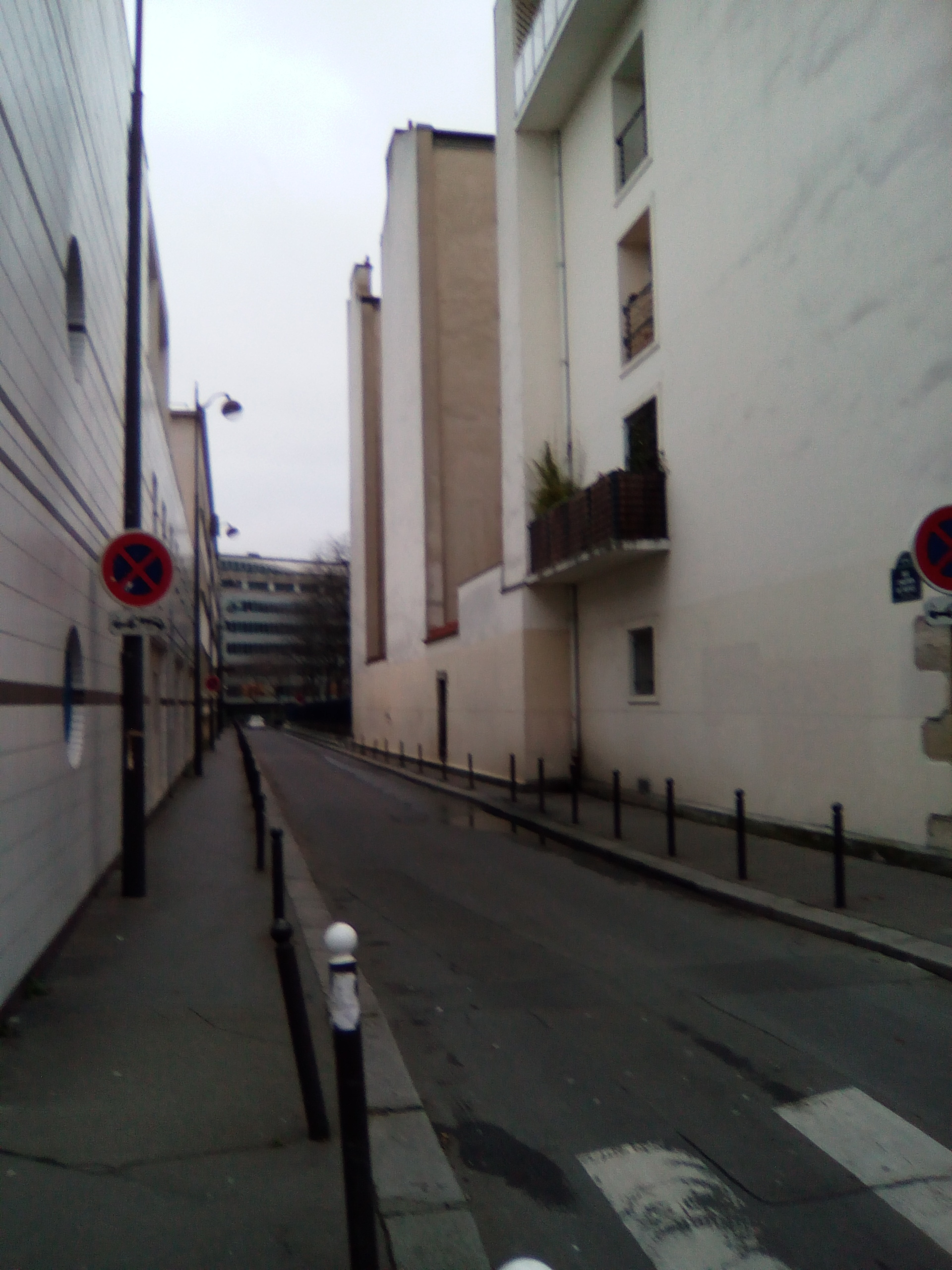
Vue de la rue depuis l'avenue Daumesnil.
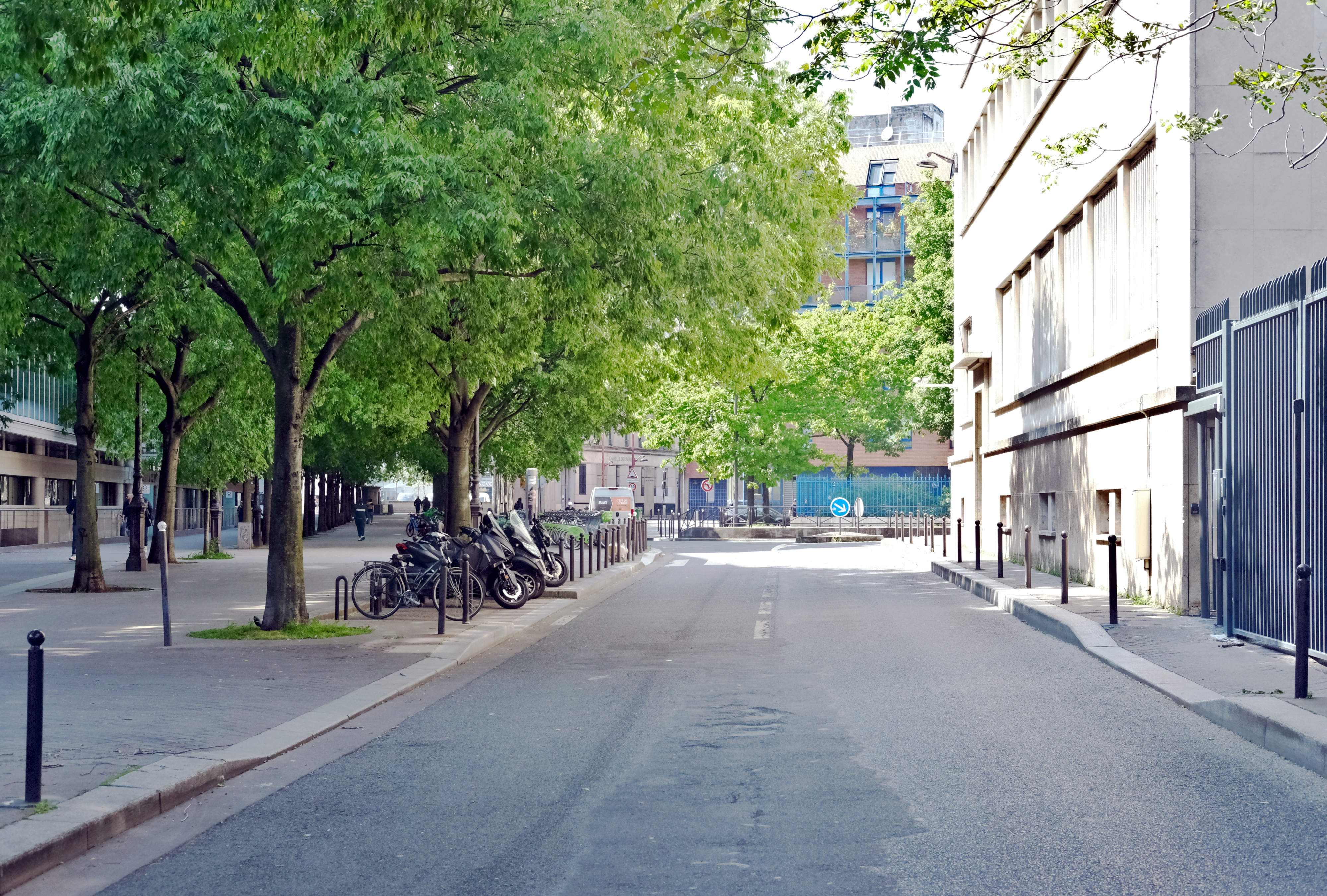
La rue vue depuis la rue de Rambouillet.

## Origine du nom
Elle porte le nom du poète médiéval français Chrétien de Troyes (1135-1183).

## Historique
La voie est créée dans le cadre de l'aménagement de l'îlot Chalon sous le nom provisoire de « voie BB/12 » et prend sa dénomination actuelle par arrêté municipal du 21 décembre 1988.

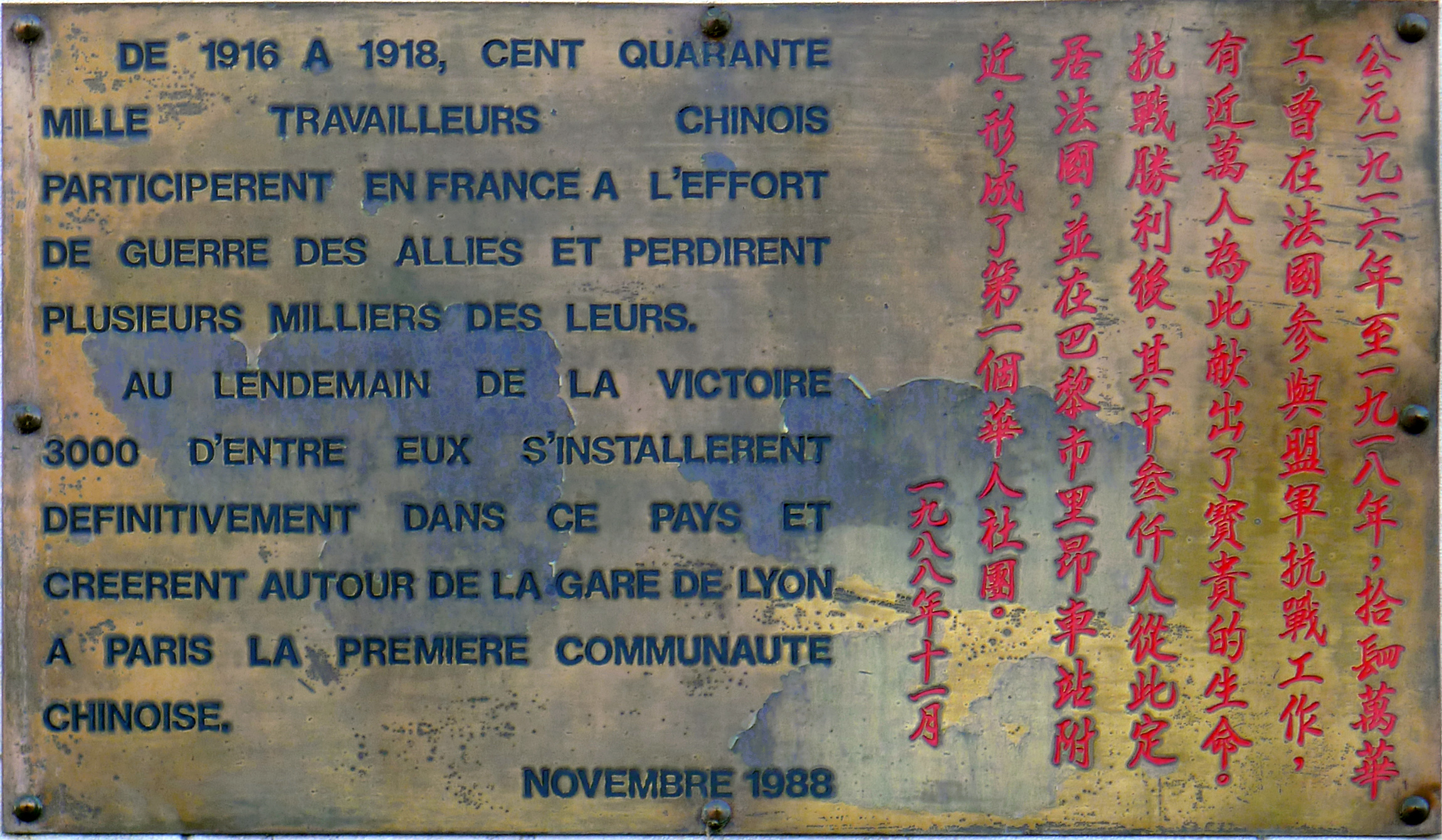
Plaque commémorative en souvenir des travailleurs chinois morts pour la France entre 1916 et 1918.

Historiquement, les alentours de la gare de Lyon ont été le premier lieu d'installation de la diaspora chinoise en France, dès le début du XXe siècle, comme le rappelle une plaque commémorative apposée dans cette rue, à quelques mètres à droite de l'entrée au no 16 du centre Henri-Lang, un imposant bâtiment de la SNCF. On peut y lire une inscription bilingue (français et chinois) : 

« De 1916 à 1918, cent quarante mille travailleurs chinois participèrent en France à l'effort de guerre des Alliés et perdirent plusieurs milliers des leurs. Au lendemain de la victoire, 3 000 d'entre eux s'installèrent définitivement dans ce pays et créèrent autour de la gare de Lyon à Paris la première communauté chinoise. Novembre 1988. »

## Bâtiments remarquables et lieux de mémoire

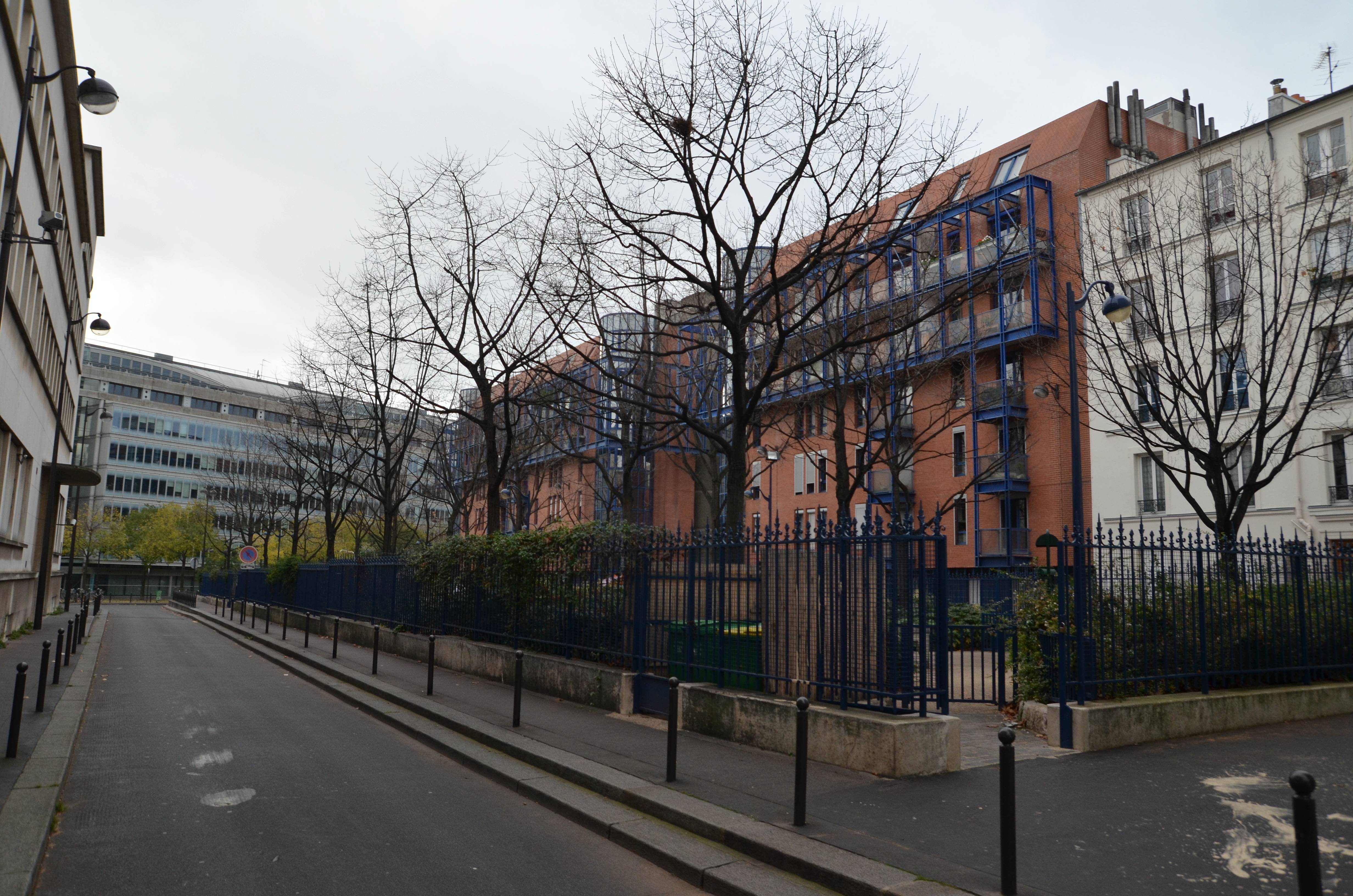
Le square Philippe-Farine à la fin de l'automne.

Le mail Gatbois qui longe une grande partie de cette courte rue est devenu le square Philippe-Farine, inauguré le 11 février 2014.